# Pomnik Jana III Sobieskiego w Przemyślu
Pomnik Jana III Sobieskiego w Przemyślu – rzeźba dłuta Walerego Gadomskiego znajdująca się w pobliżu urzędu miejskiego. 
Pomnik odsłonięty w 1883 w dwusetną rocznicę odsieczy wiedeńskiej staraniem mieszkańców miasta. Na pomniku znajduje się napis: "„Jan III – Król Polski – Ku Pamięci Odsieczy Wiednia – 12 września 1683 roku – w Dwóchsetną Rocznicę Tejże – Miasto Przemyśl – ten pomnik postawiło”.

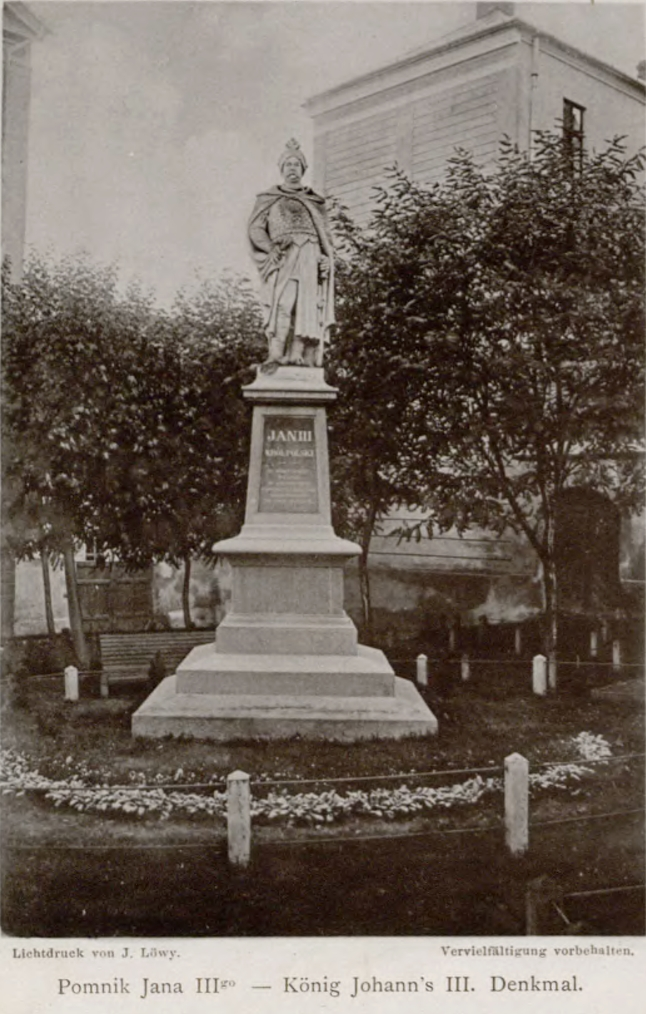
Pomnik w XIX wieku